# Прони (село)
Прони (укр. Проні)- хутор в Диканьском поселковом совете Диканьского района Полтавской области Украины.
Код КОАТУУ — 5321055102. Население по переписи 2001 года составляло 8 человек.
Хутор послужил примером для книги Николая Васильевича Гоголя "Вечера на хуторе близ Диканьки"

## Географическое положение
Село Прони находится в 1,5 км от пгт Диканька. К селу примыкает лесной массив.
Рядом проходит автомобильная дорога Н-12.